# Knattspyrnufélagið Fram
Knattspyrnufélagið Fram (Fotbollsklubben Fram) är en isländsk idrottsklubb från Reykjavík, startad 1 maj 1908. Klubben bedriver fotboll, handboll, skidsport och taekwondo. Klubben bildades  under namnet Kári, men bytte snart namn till Fram.
Frams ungdomslag i fotboll har erkänts som en av de bästa på Island på att producera unga talanger. Även om inte alla spelat för Fram senare har många haft framgångsrika karriärer hos andra isländska klubbar. Klubben är också känd för sitt bidrag till Islands nationella senior- och ungdomslag. Fram är känd på Island för att inte köpa spelare från andra lag utan ta sina egna spelare från ungdomslagen. Klubben har till exempel slagit ut Djurgårdens IF i Europacupen för mästarlag 1990 (Nuvarande Champions League). Många spelare i Fotbollsallsvenskan, till exempel Gunnar Thor Gunnarsson, Pétur Marteinsson och Patrik Redo, Heiðar Geir Júlíusson och Ásgeir Sigurvinsson, har spelat i Fram.
Klubben har ett av de mest framgångsrika fotbollslagen i isländsk fotbolls historia någonsin och har blivit isländska mästare 18 gånger och vunnit den isländska cupen sju gånger.

## Fotboll

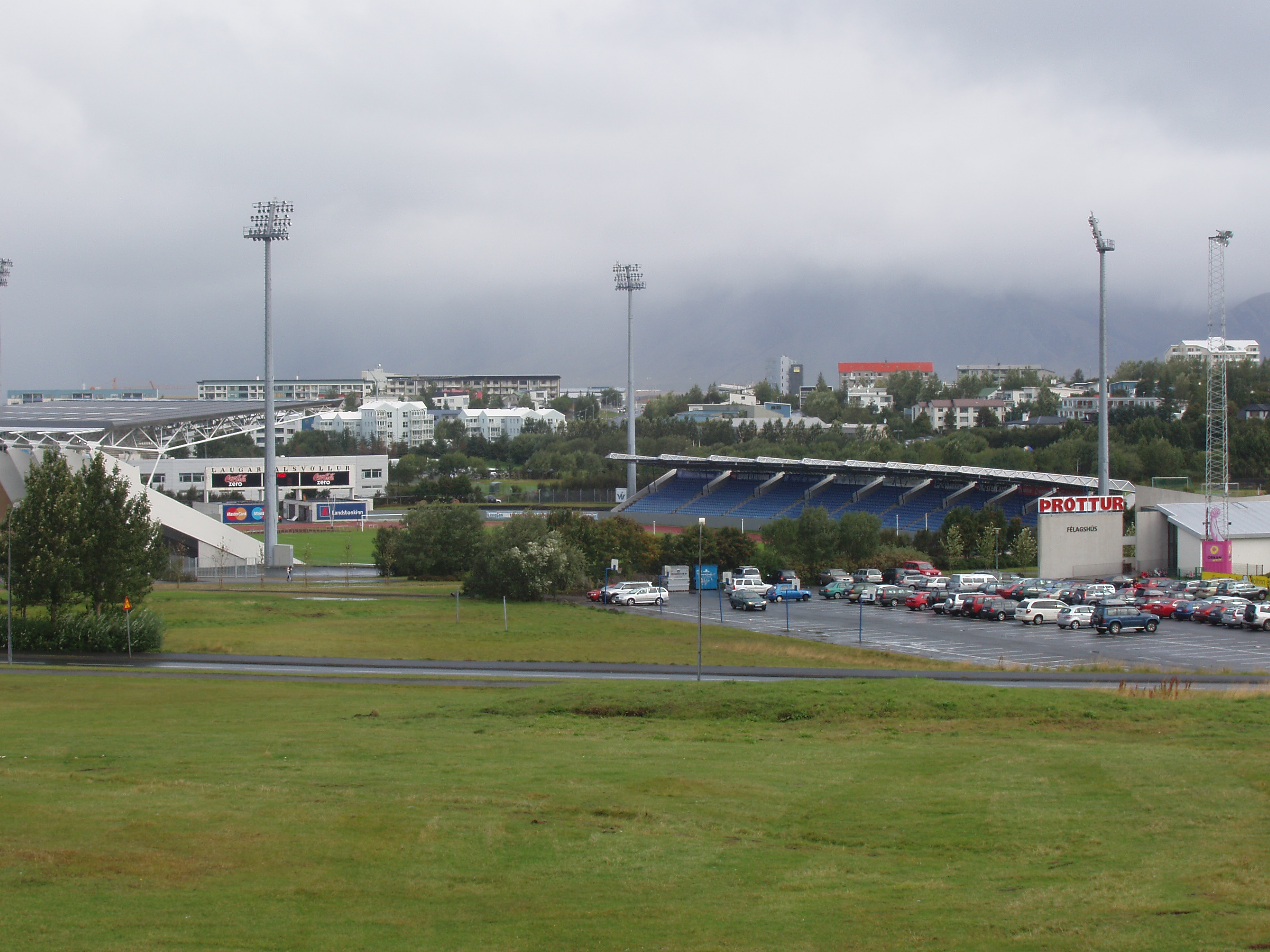
Laugardalsvöllur

### Framgångar och utmärkelser
- Isländska mästare: 18
  - 1913, 1914, 1915, 1916, 1917, 1918, 1921, 1922, 1923, 1925, 1939, 1946, 1947, 1962, 1972, 1986, 1988,1990

- Isländska Cupen: 8
  - 1970, 1973, 1979, 1980, 1985, 1987, 1989, 2013
- 1. deild karla mästare: 4
  - 1966, 1983, 1996, 2006

## Supportrar
Frams supportrar finns över hela landet men främst i Reykjavikområdet. Frams supportrar är ofta ganska lugna. Bland dem finns ganska ofta kända personer på Island, som Hallgrímur Helgason, Einar Kárason  eftersom klubben har lite kult Working class- status på Island.

## Fram i Europa
- Q = Kvalificeringsrundor
- R = ronde
- 1/8 = 1/8 dels Final
- PUC = punten Uefa coëfficiënten

| Sesong  | Competitie    | Ronde | Land            | Lag                  | Score          | Total |     |
| ------- | ------------- | ----- | --------------- | -------------------- | -------------- | ----- | --- |
| 1971/72 | Europacup II  | Q     | Malta           | Hibernians FC        | 0-3, 2-0       | 2-3   |     |
| 1973/74 | Europacup I   | 1R    | Schweiz         | FC Basel             | 0-5, 2-6       | 2-11  |     |
| 1974/75 | Europacup II  | 1R    | Spanien         | Real Madrid          | 0-2, 0-6       | 0-8   |     |
| 1976/77 | Uefacupen     | 1R    | Tjeckoslovakien | ŠK Slovan Bratislava | 0-3, 0-5       | 0-8   |     |
| 1977/78 | Uefacupen     | 1R    | Norge           | IK Start             | 0-2, 0-6       | 0-8   |     |
| 1980/81 | Europacup II  | 1R    | Danmark         | Hvidovre IF          | 0-1, 0-2       | 0-3   |     |
| 1981/82 | Europacup II  | 1R    | Irland          | Dundalk FC           | 2-1, 0-4       | 2-5   |     |
| 1982/83 | Uefacupen     | 1R    | Irland          | Shamrock Rovers      | 0-3, 0-4       | 0-7   |     |
| 1985/86 | Europacup II  | 1R    | Nord Irland     | Glentoran FC         | 3-1, 0-1(3-2)  |       |     |
|         |               | 1/8   | Österrike       | SK Rapid Wien        | 0-3, 2-1(2-4)  |       |     |
| 1986/87 | Europacup II  | 1R    | Polen           | GKS Katowice         | 0-3, 0-1       | 0-4   |     |
| 1987/88 | Europacup I   | 1R    | Tjeckien        | Sparta Prag          | 0-2, 0-8       | 0-10  |     |
| 1988/89 | Europacup II  | 1R    | Spanien         | FC Barcelona         | 0-2, 0-5       | 0-7   |     |
| 1989/90 | Europacup I   | 1R    | Rumänien        | Steaua Boekarest     | 0-4, 0-1       | 0-5   |     |
| 1990/91 | Europacup II  | 1R    | Sverige         | Djurgårdens IF       | 3-0, 1-1(4-1)  |       |     |
| 1990/91 | Europacup II  | 1/8   | Spanien         | FC Barcelona         | 1-2, 0-3 (1-4) |       |     |
| 1991/92 | Europacup I   | 1R    | Grekland        | Panathinaikos FC     | 2-2, 0-0       | 2-2   |     |
| 1992/93 | Uefacupen     | 1R    | Tyskland        | 1. FC Kaiserslautern | 0-3, 0-4       | 2-2   | 0-7 |
| 2009/10 | Europa League | 1Q    | Wales           | The New Saints FC    | 2-1, 2-1       | 4-2   |     |
| 2009/10 | Europa League | 2Q    | Slovakien       | Sigma Olomouc        | 1-1, 0-2       | 1-3   |     |
| 2014/15 | Europa League | 1Q    | Estland         | Nõmme Kalju          | 0-1, 2-2       | 2-3   |     |

Totalt antal poäng för Uefa koefficienter: 15.5